# Bacescomysis pacifica
Bacescomysis pacifica är en kräftdjursart som beskrevs av Murano och Krygier 1985. Bacescomysis pacifica ingår i släktet Bacescomysis och familjen Petalophthalmidae. Inga underarter finns listade i Catalogue of Life.